# Коринское месторождение минеральных вод

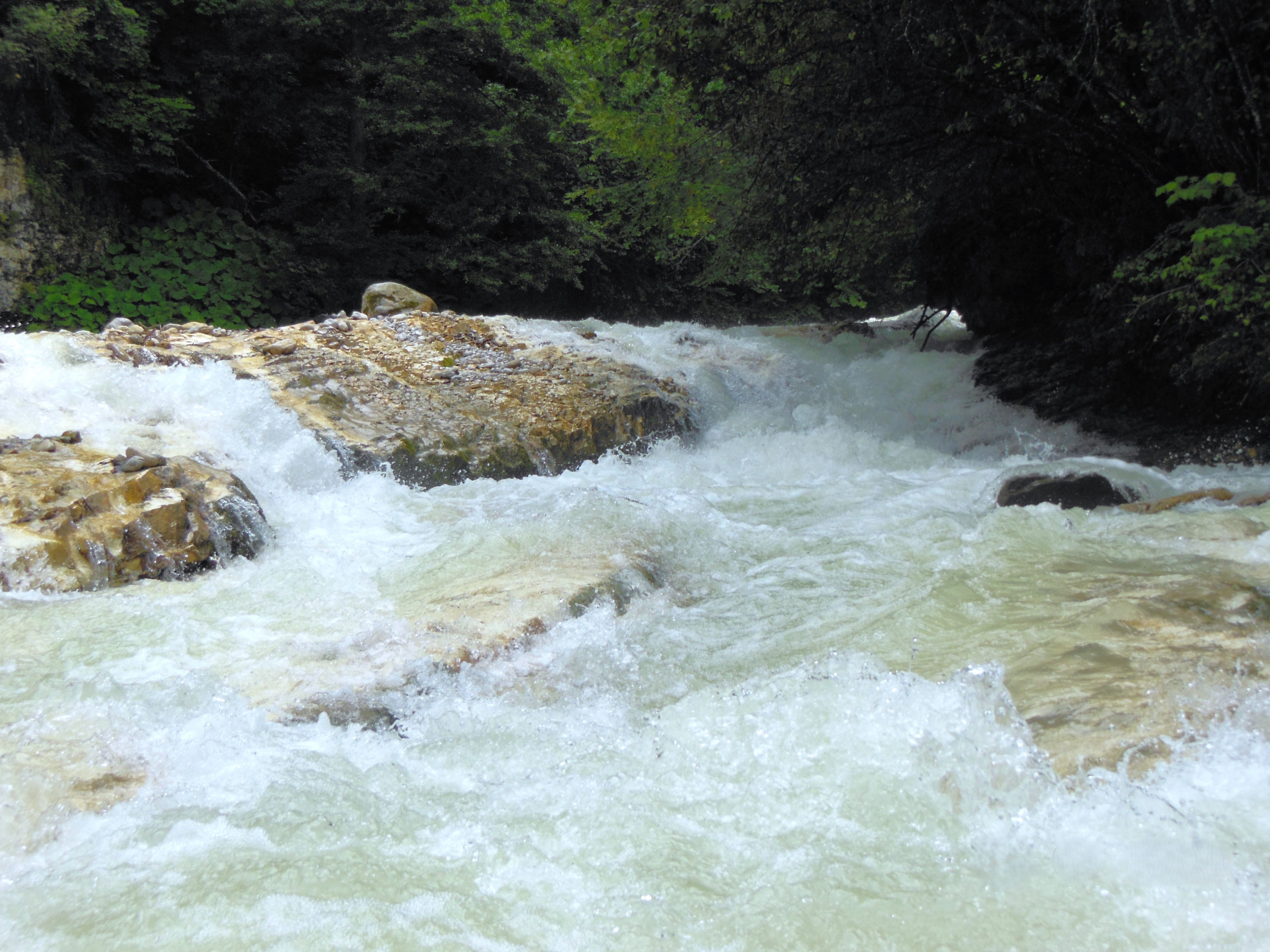
Река Суардон

Ко́ринское месторождение минеральных вод расположено в Дигорском районе Республики Северная Осетия — Алания, в 12,5 км к юго-западу от районного центра — города Дигора (осет. Дигора́) и в 55 км к западу от Владикавказа. Месторождение было открыто и разведано Северо-Осетинской геологоразведочной экспедицией в ходе поискового бурения на нефть и газ (1963–1965 годы), а также в результате последующих гидрогеологических исследований (1971–1988 годы). Высота над уровнем моря составляет около 600—700 м.

## Общие сведения
Коринское месторождение минеральных вод расположено в России, на территории Дигорского района РСО — Алания, в пределах северного склона Лесистого (Черногорского) хребта, относящегося к зоне Северных предгорий. Лесистый хребет представляет собой цепь холмов, разделённых поперечными долинами рек и густо покрытых лиственными лесами и кустарником. Очертания холмов плавные, со сравнительно пологими склонами и сглаженными вершинами. В пределах месторождения относительные превышения рельефа не превышают 50-100 м, а отдельные вершины, расположенные южнее, достигают отметки до 1200 м над уровнем моря.

## Лечебно‑оздоровительный потенциал
Территория месторождения входит в состав Коринской лечебно-оздоровительной местности — одной из семи приоритетных бальнеологических зон Республики Северная Осетия — Алания, обладающей высоким туристическим и рекреационным потенциалом. Зона включена в региональную стратегию развития санаторно-курортного комплекса. На её территории функционируют пансионат и турбаза «Урсдон» (филиал ООО СКО «Курорты Осетии»), предлагающие отдых и оздоровление на основе минеральной воды Коринского месторождения.

## Географические характеристики
Границами Коринского месторождения минеральных вод считаются:
- на севере — начало Северо-Осетинской наклонной равнины;
- на юге — полоса выходов нижнемеловых отложений;
- на западе и востоке — водоразделы реки Урсдон с соседними водотоками: Дур-Дур и Цраудон.

Географические координаты месторождения:
43°00′-43°08′ с. ш., 43°55′-44°09′ в. д.
Общая площадь месторождения в указанных границах составляет около 50 км².
Ближайшие населённые пункты: Кора-Урсдон, Карман-Синдзикау, Црау, Дур-Дур.
Ближайшие города: Дигора и Алагир. Расстояние до столицы республики, города Владикавказа, составляет соответственно 50 км и 42 км.

## Минеральные воды
Коринское месторождение минеральных вод расположено на площади более 2,6 км² и выявлено в районе истоков рек Скуммидон, Мастадон и Суардон путём бурения скважин. По состоянию на 1988 год утверждённые эксплуатационные запасы минеральных вод по категориям В + С₁ составляют 630 м³/сутки. Единственным естественным выходом минеральной воды до начала буровых работ являлась группа Суарских источников, расположенная в верховьях реки Суардон, примерно в 4,6 км к югу от основной площади месторождения
В соответствии с ГОСТ Р 54316-2020, на территории месторождения выделяются следующие типы минеральных вод в зависимости от их химического и газового состава:
- Маломинерализованные гидрокарбонатно-хлоридные натриевые, борные — питьевые, лечебные;
- Высокоминерализованные хлоридные натриевые, йодобромные, борные — для бальнеопроцедур и лечебного питья;
- Высокоминерализованные хлоридно-натриевые, борные — для бальнеопроцедур;
- Среднеминерализованные сульфатно-хлоридные кальциево-натриевые, крепкие сероводородные, высокотермальные воды — для бальнеопроцедур.

Благодаря бурению большого количества скважин в ходе нефтепоисковых работ, ещё до начала специализированных гидрогеологических исследований, основные структурные особенности района были изучены в общих чертах достаточно полно.
Зона, в пределах которой расположено Коринское месторождение минеральных вод, в гидрогеологическом отношении представляет собой артезианский склон, сложенный серией водоносных горизонтов мезозойско-кайнозойского возраста.
По гидрогеологическим и гидрохимическим характеристикам Коринское месторождение отнесено к III группе в рамках «Классификации эксплуатационных запасов и прогнозных ресурсов подземных вод» — как месторождение с очень сложными гидрогеологическими условиями для промышленного освоения. Химический состав минеральных вод свидетельствует о глубинном характере их формирования и подъёме на поверхность по ослабленным тектоническим зонам.
В пределы третьей зоны санитарной охраны входят лесные массивы Урсдонского участкового лесничества Дигорского лесничества Республики Северная Осетия — Алания, окружающие курортную территорию с юга, востока и запада. Также в зону включены средние течения рек Скуммидон, Мастадон и Суардон, пересекающие местность с юго-запада на северо-восток. Естественные Суарские минеральные источники, открытые в XIX веке на правом берегу реки Суардон и долгое время использовавшиеся местным населением как «народный курорт», подлежат охране и входят в состав округа санитарной охраны.

## Геологическое строение и гидрогеологические условия
Коринское месторождение минеральных вод приурочено к Коринскому структурному выступу, отражающему глыбовое строение фундамента, сформированное в результате многократных тектонических подвижек по глубинным разломам. Основную роль в тектонической структуре района играет Транскавказский разлом субмеридионального простирания с амплитудой смещения фундамента до 4 км. Связанные с ним субмеридиональные нарушения фиксируются эпизодически.
По данным газовой съёмки в долине реки Суардон была зафиксирована выраженная аномалия, объясняемая наличием активного газообмена. Это свидетельствует о существовании водоносной структуры, что было подтверждено результатами бурения. В районе северной моноклинали была вскрыта высокотермальная вода с температурой до 56 °C, в отличие от ранее разведанных участков Северного Предкавказья, где были получены только холодные минеральные воды.
Скважины, пробуренные в долине реки Суардон, демонстрируют аномально высокие избыточные напоры в водоносных горизонтах нижнего мела и верхней юры. Гидрогеологически эта долина считается наиболее перспективной для получения термальных минеральных вод с высоким дебитом, поскольку она характеризуется высокой плотностью узлов пересечения разнонаправленных дизъюнктивных структур.
Наиболее перспективной считается зона субширотных тектонических нарушений, в пределах которой расположены основные водозаборные скважины. В этом участке зафиксирован максимальный дебит минеральной воды — до 100 дм³/с из нижнеальбских отложений на глубинах 420—460 м. В ряде скважин также вскрыта водоносная зона тёплых вод с дебитом до 25 дм³/с.
Единственный естественный выход минеральной воды — источник Суар — также приурочен к узлу пересечения субмеридионального и субширотного разломов.

## Открытые водоёмы
Открытые водоёмы курортной зоны представлены горными реками Скуммидон, Мастадон и Суардон, которые при слиянии образуют реку Урсдон. Питание рек осуществляется за счёт поверхностного стока с горных склонов, родниковых вод и атмосферных осадков. Гидрологический режим рек отличается неравномерностью: минимальные расходы воды наблюдаются в августе, а самые низкие уровни фиксируются в марте.